# Robert Conti
Robert Conti (Philadelphia (Pennsylvania), 21 november 1945) is een Amerikaanse jazzgitarist, financieel directeur en docent.

## Biografie
Conti werd geboren in Philadelphia en was een autodidact. Hij trad voor het eerst lokaal op op 14-jarige leeftijd en begeleidde Pat Martino. In 1966, na vier jaar reizen door Noord-Amerika, vestigde hij zich in Jacksonville (Florida). In 1970 stopte hij met de muziekwereld om in de effectensector te gaan werken. In 1976 begon hij weer jazz te spelen en in 1979 tekende hij bij het in Los Angeles gevestigde Discovery Records. Conti bracht Latin Love Affair en de Direct To Disc-opname Solo Guitar uit als zijn debuut als leader in 1979. In 1982 verliet hij de muziek weer voor de zakenwereld. In 1985 slaagde hij erin om nog een album uit te brengen en in 1986 was hij hoofd van het Florida National Jazz Festival, met Jimmy McGriff en Nick Brignola als zijn sidemen. Medio 1988 kreeg hij een baan aangeboden bij filmmaker Dino De Laurentiis in Beverly Hills, Californië. Na een langdurig herstel van een rugblessure eind 1988, kreeg hij een baan aangeboden als vaste jazzgitarist bij het Irvine Marriott, een baan die hij bekleedde tot 1998. 
Sinds hij in 2000 zijn website startte, heeft hij 30 educatieve dvd's op jazzgitaar uitgebracht, inclusief pro akkoordmelodie en improvisatie met zijn No Modes No Scales-benadering voor het lesgeven in jazzgitaar. In 2009 bracht hij zijn eigen lijn massief sparren thinline archtop jazzgitaren uit.

## Discografie

### Als leader
- 1979: Solo Guitar (Trend Records)
- 1979: Latin Love Affair (Verydisco)
- 1981: Jazz Quintet (Discovery Records)
- 1985: Laura (Trend)
- 1985: The Living Legends (bevat tracks opgenomen door Robert Conti en tracks opgenomen door Joe Pass) (Discovery)
- 1990: Comin' On Strong (Time Is)
- 2007: To the Brink! Featuring Rocco Barbato (Pinnacle Records)

### Als sideman
- 1981: Gerald Wilson, Lomelin (Discovery)

- International Standard Name Identifier: 0000 0000 5253 5657
- Library of Congress Control Number: no98004929
- MusicBrainz: dcb5db83-ad1d-4846-8ddd-9f070011f092
- Virtual International Authority File: 19290309
- WorldCat: E39PBJpDRTg6x4Pp6VC63GVV4q